# Blissia
Genre
Blissia est un genre de collemboles de la famille des Isotomidae.

## Liste des espèces
Selon Checklist of the Collembola of the World (version du 29 août 2019) :
- Blissia glabra Rusek, 1985
- Blissia robusta Fjellberg & Potapov, 1998

## Publication originale
- Rusek, 1985 : Blissia glabra gen. n., sp. n. (Collembola: Isotomidae) from northwestern Canada. Canadian Journal of Zoology, vol. 63, no 9, p. 2077-2082.